# Nádraží Veleslavín
Nádraží Veleslavín – stacja linii A metra praskiego (odcinek V.A), w dzielnicy Veleslavín, w Pradze 6. Stacja została otwarta 6 kwietnia 2015 wraz z odcinkiem Dejvická – Nemocnice Motol, pierwszego etapu rozbudowany linii A na zachód.
Stacja znajduje się w sąsiedztwie dworca kolejowego Praha-Veleslavín i autobusowego terminalu, który stał się nową krańcówką autobusu linii 119 na lotnisko im Václava Havla.